# Tomasz Goslar
Tomasz Edward Goslar (ur. 13 października 1958 w Koźlu) – polski fizyk, specjalista w badaniach metodą radiowęglową.

## Życiorys
W latach 1981–2001 pracował na Politechnice Śląskiej, w 1990 obronił w Akademii Górniczo-Hutniczej w Krakowie pracę doktorską Pomiary naturalnych aktywności 14C o podwyższonej dokładności i zmiany koncentracji 14C w atmosferycznym CO2 na przełomie X i XI tysiąclecia BP napisaną pod kierunkiem Mieczysława Pazdura, tam habilitował się w 1997, przedstawiając pracę Naturalne zmiany atmosferycznej koncentracji radiowęgla w okresie szybkich zmian klimatu na przełomie vistulianu i holocenu. Od 2001 pracuje w Instytucie Fizyki Uniwersytetu im. Adama Mickiewicza w Poznaniu, gdzie założył Poznańskie Laboratorium Radiowęglowe. W 2008 otrzymał tytuł profesora nauk o ziemi. Zajmuje się badaniami chronologii i mechanizmów dawnych zmian klimatu.
W 2014 otrzymał Nagrodę Fundacji na rzecz Nauki Polskiej "w obszarze nauk o życiu i o Ziemi za kluczowy dla współczesnych badań klimatycznych wkład w ustalenie chronologii zmian stężenia izotopu węgla C14 w atmosferze podczas ostatniego zlodowacenia".